# Simbolo alchemico

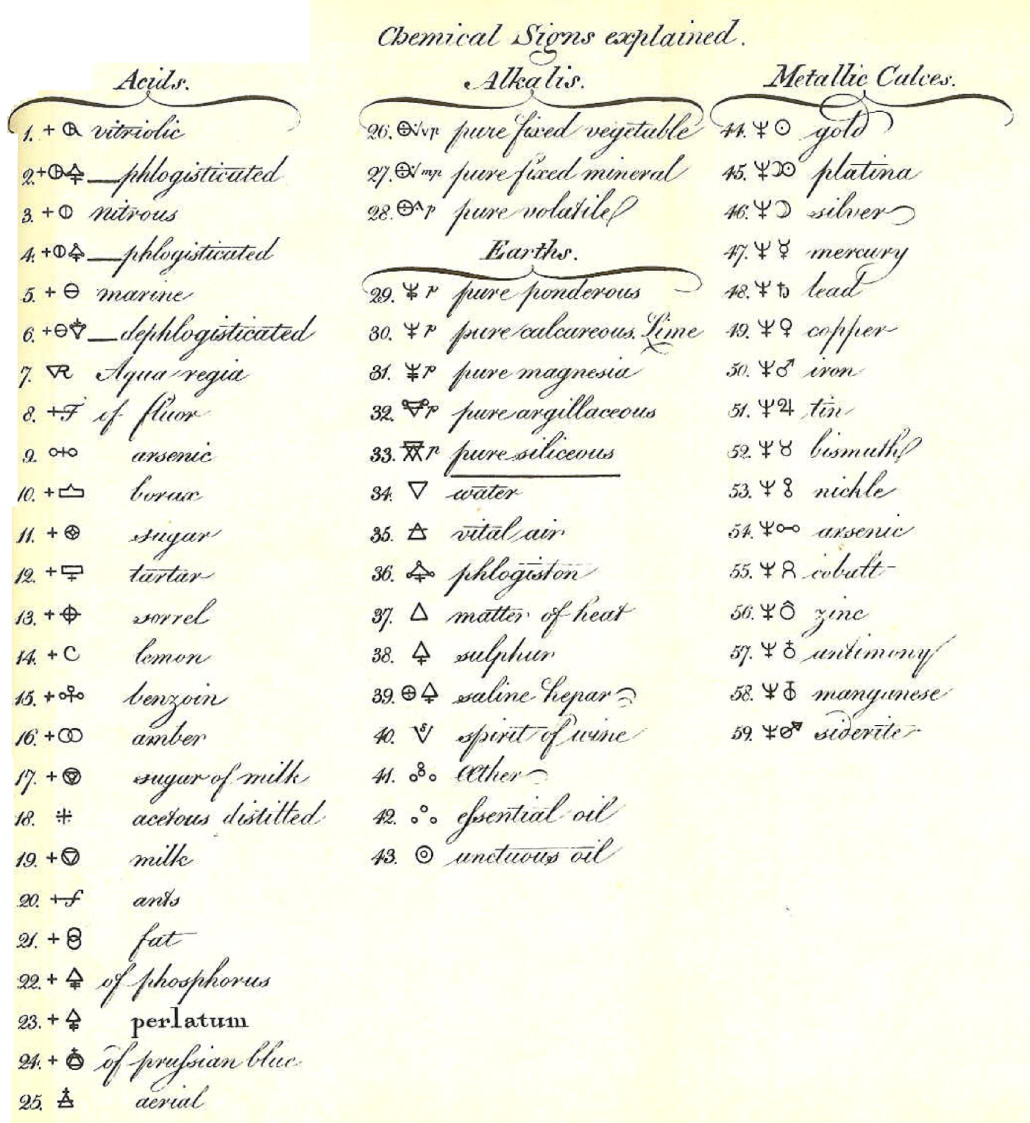
Simboli alchemici da Una dissertazione sulle attrazioni elettive di Torbern Bergman del 1775

I simboli alchemici, originariamente concepiti come parte dell'alchimia, furono usati per denotare alcuni elementi e composti fino al XVIII secolo. Sebbene questo tipo di notazione fosse per lo più standardizzata, stile e simbolo variavano tra gli alchimisti. Questa pagina elenca principalmente quelli più comuni.

## Tria prima
Secondo Paracelso (1493-1541), i (LA) tria prima – da cui la materia è direttamente composta – sono: 
- Zolfo o anima ( 🜍 ), il principio di combustibilità:
- Mercurio o spirito ( ☿ ), il principio di fusibilità e volatilità:
- Sale o corpo ( 🜔 ), il principio di incombustibilità e non volatilità:

## Quattro elementi di base
L'alchimia occidentale fa uso dei quattro elementi classici. I simboli utilizzati per questi sono: 
- Aria 🜁
- Terra 🜃
- Fuoco 🜂
- Acqua 🜄

## Sette metalli planetari
Sette metalli sono associati ai sette pianeti classici e sette divinità, tutti largamente presenti nel simbolismo alchemico. Sebbene i metalli abbiano occasionalmente un proprio glifo, il simbolo del pianeta viene usato più spesso. Il settenario simbolico e mitologico è coerente con l'astrologia occidentale. Il simbolismo planetario è limitato alle sette stelle erranti visibili ad occhio nudo, e i pianeti extra-saturniani Urano e Nettuno non vengono utilizzati. I simboli sono: 
- Piombo, corrispondente a Saturno ♄ (  )
- Stagno, corrispondente a Giove ♃ (  )
- Ferro, corrispondente a Marte ♂ (  )
- Oro, corrispondente al Sole ☉ ☼ (  )
- Rame, corrispondente a Venere ♀ (  )
- Mercurio (argento vivo), corrispondente a Mercurio ☿ (  )
- Argento, corrispondente alla Luna ☽ (  )

## Elementi mondani

Il cerchio squadrato: un simbolo alchemico (XVII secolo) che illustra l'interazione dei quattro elementi della materia che simboleggiano la pietra filosofale

- Antimonio ♁
- Arsenico 🜺
- Bismuto 🜘
- Platino
- Zolfo 🜍
- Zinco

## Composti alchemici

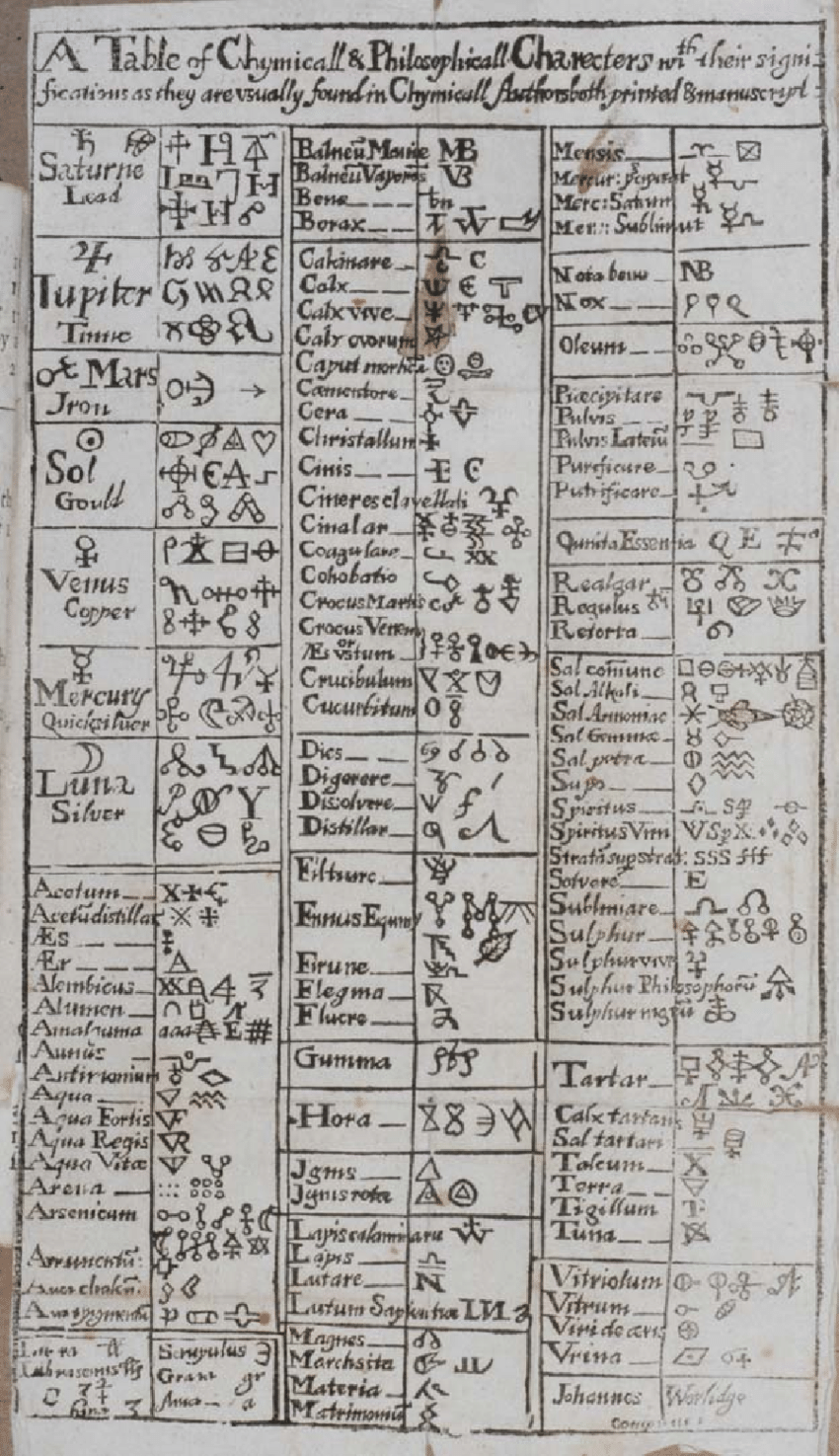
Una tabella di simboli alchemici da Ultime volontà e Testamento di Basilius Valentinus, 1670

- Sale ammonico (cloruro di ammonio) 🜹 *
- Aqua fortis (acido nitrico) 🜅 AF
- Aqua regia (acido nitrocloridrico) 🜆 AR
- Spirito di vino (etanolo concentrato; chiamato anche aqua vitae) 🜈 SV
- Amalgama (leghe di mercurio e un metallo) 🝛
- Cinabro (solfuro di mercurio) 🜓
- Vitriol (solfati) 🜖

## Processi alchemici

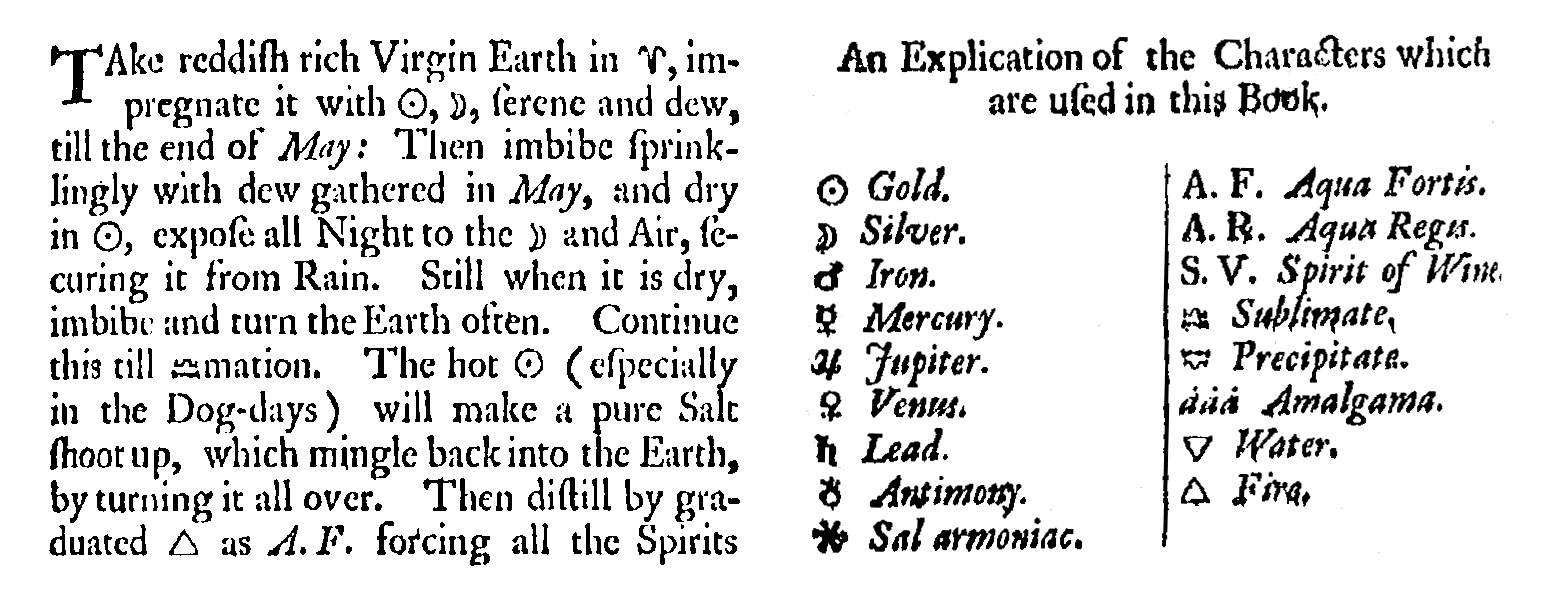
Un estratto e una legenda dei simboli da Raccolta Superba di Rari Segreti ('A Choice Collection of Rare Secrets) di Kenelm Digby, 1682

Il magnum opus alchemico veniva talvolta espresso come una serie di operazioni chimiche. Nei casi in cui queste ammontassero a dodici, a ciascuna poteva essere assegnato uno dei segni zodiacali come forma di crittografia. Il seguente esempio può essere trovato nel (FR) Dictionnaire myto-hermétique (1758) di Pernety 
1. Calcinazione (Ariete )
2. Congelamento (Toro )
3. Fissazione (Gemini )
4. Soluzione (Cancro )
5. Digestione (Leone )
6. Distillazione (Vergine  )
7. Sublimazione (Bilancia  )
8. Separazione (Scorpione )
9. Cerazione (Sagittario  )
10. Fermentazione o Putrefazione (Capricorno  )
11. Moltiplicazione (Acquario  )
12. Proiezione (Pesci  )

## Unità
Diversi simboli indicano unità di volume, peso o tempo.
- Ora 🝮
- Dramma ʒ, Mezza Dramma 🝲
- Oncia ℥, Mezza Oncia 🝳
- Scruple ℈
- Libbra ℔

## Altri simboli comunemente usati nell'alchimia e tradizioni esoteriche correlate
- Simboli astronomici
  - Simboli astrologici
  - Simboli planetari
  - Sole nero
    - Punto cerchiato
- Monas Hieroglyphica
- Rub el Hizb
- Sigillo di Salomone
- Croce rosata
- Occhio della Provvidenza
- Sigilli, usati da teurghi ermetici
  - Sigillum Dei